# Штадтлон
Штадтлон (нім. Stadtlohn) — місто в Німеччині, знаходиться в землі Північний Рейн-Вестфалія. Підпорядковується адміністративному округу Мюнстер. Входить до складу району Боркен.
Площа — 79,06 км2. Населення становить 20 290 ос. (станом на 31 грудня 2020).

## Географія

### Адміністративний поділ
Місто  складається з 9 районів:
- Альмзік
- Бюрен
- Вендфельд
- Веннінгфельд
- Генгелер
- Гордт
- Гундевік
- Естерн
- Штадтлон

## Історія
6 серпня 1623 року при Штадлоні відбулась битва між армією Католицької Ліги Іоанна Церкласа Тіллі та протестантськими силами під командуванням Христіана Брауншвейського.

## Галерея

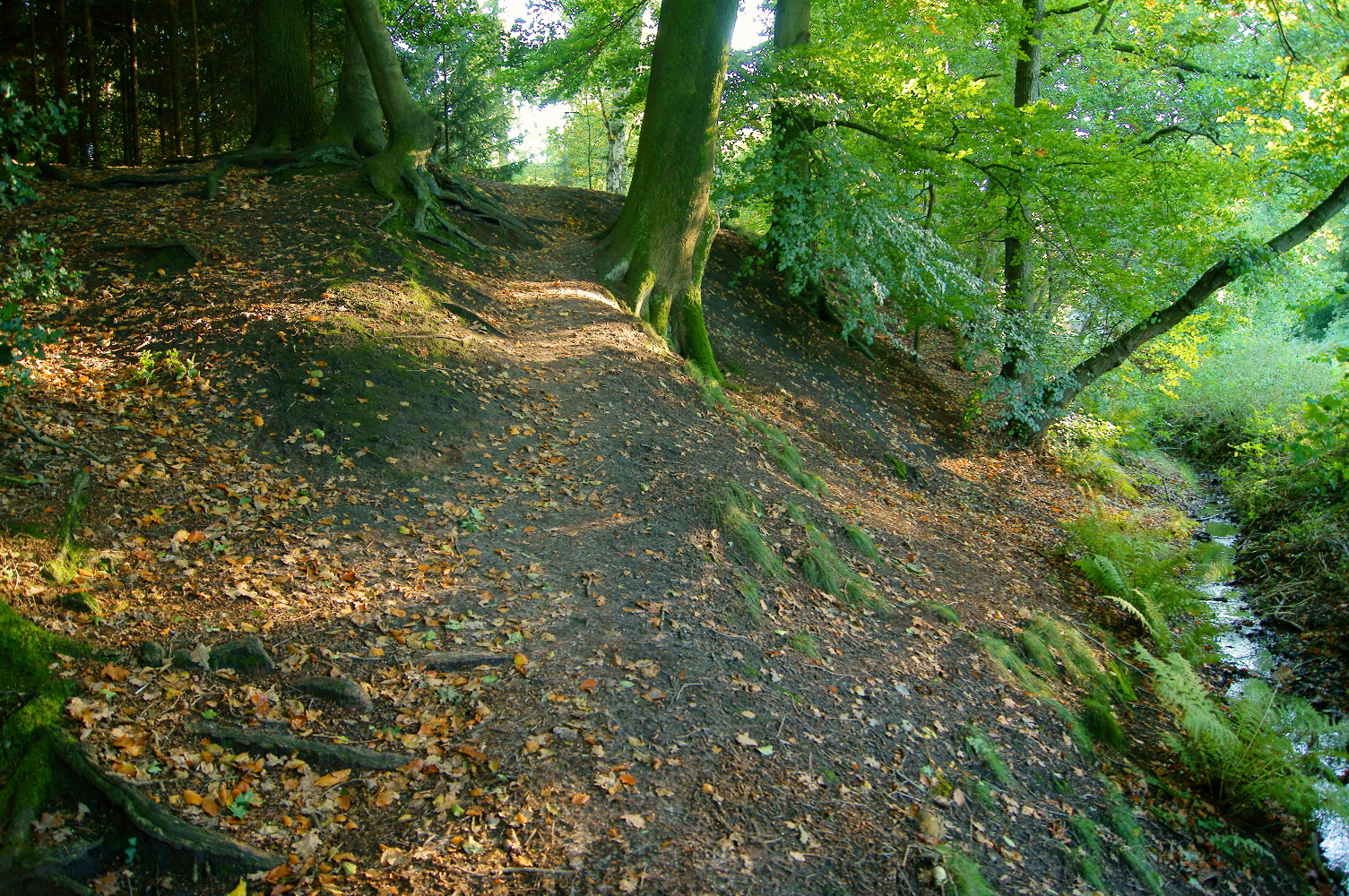
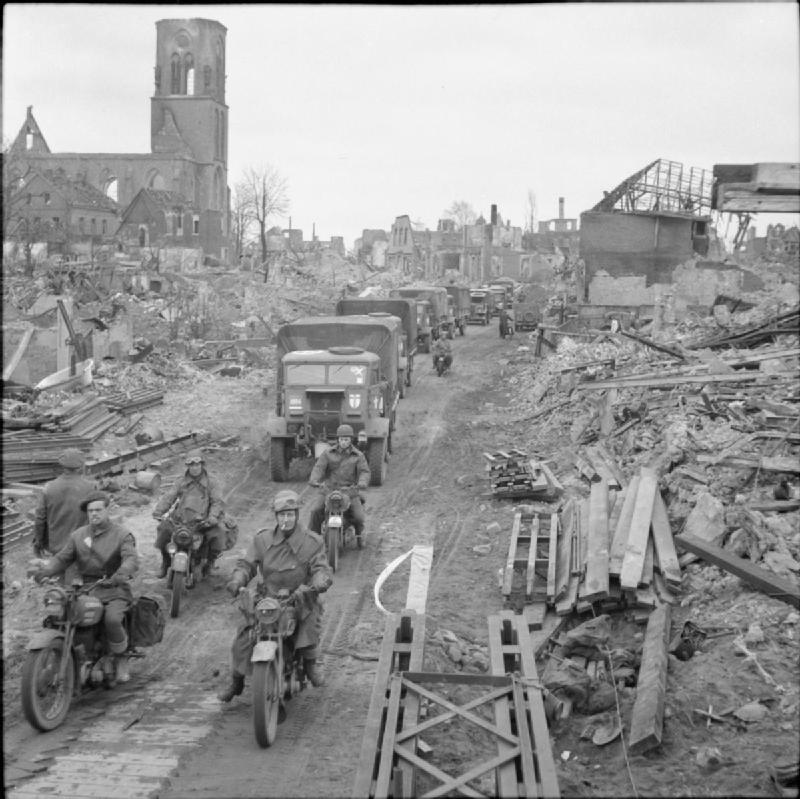
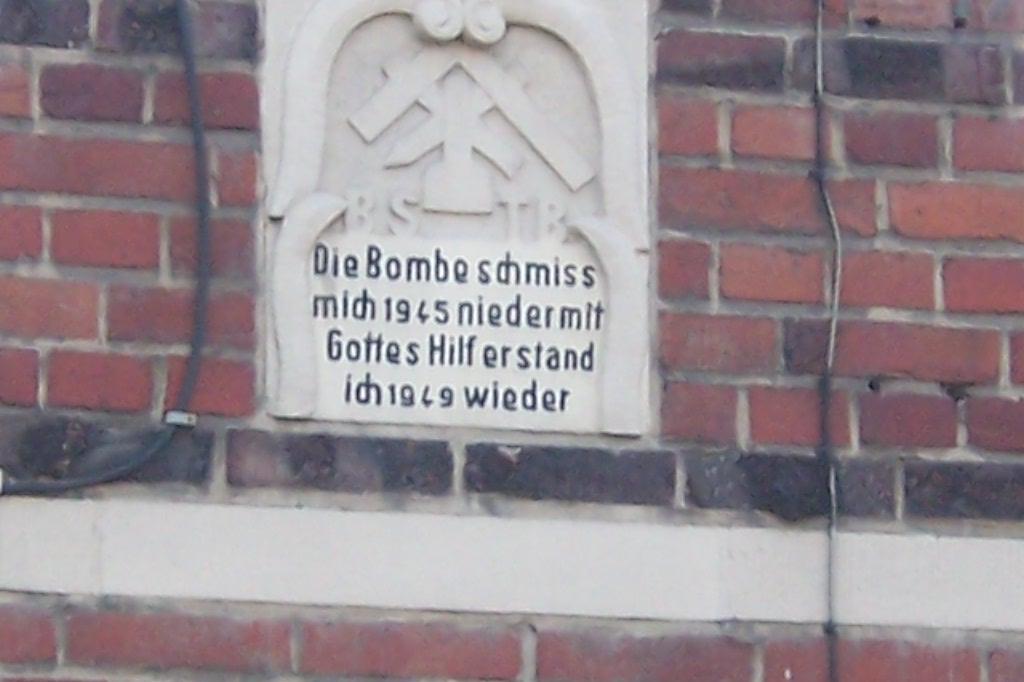
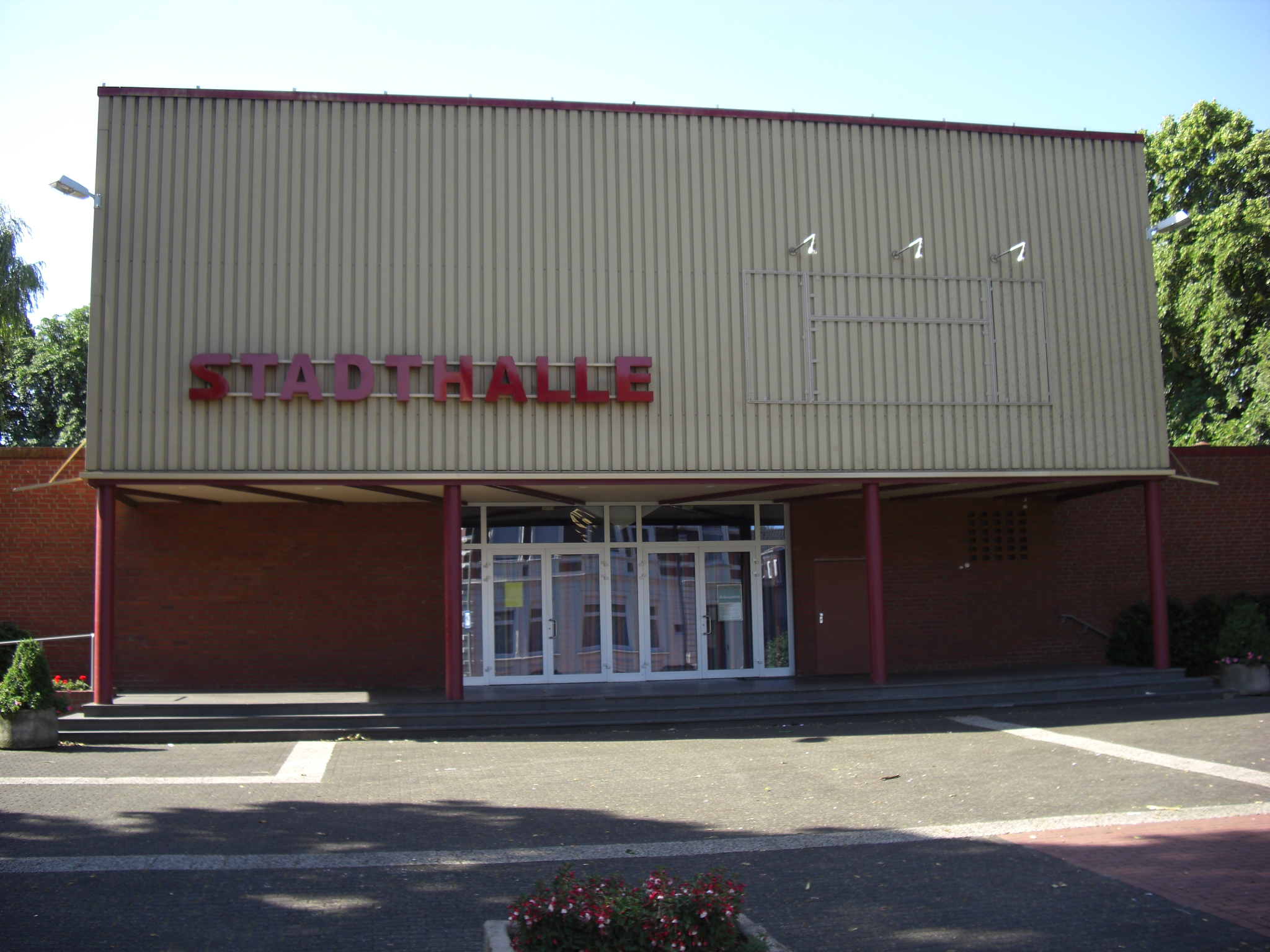
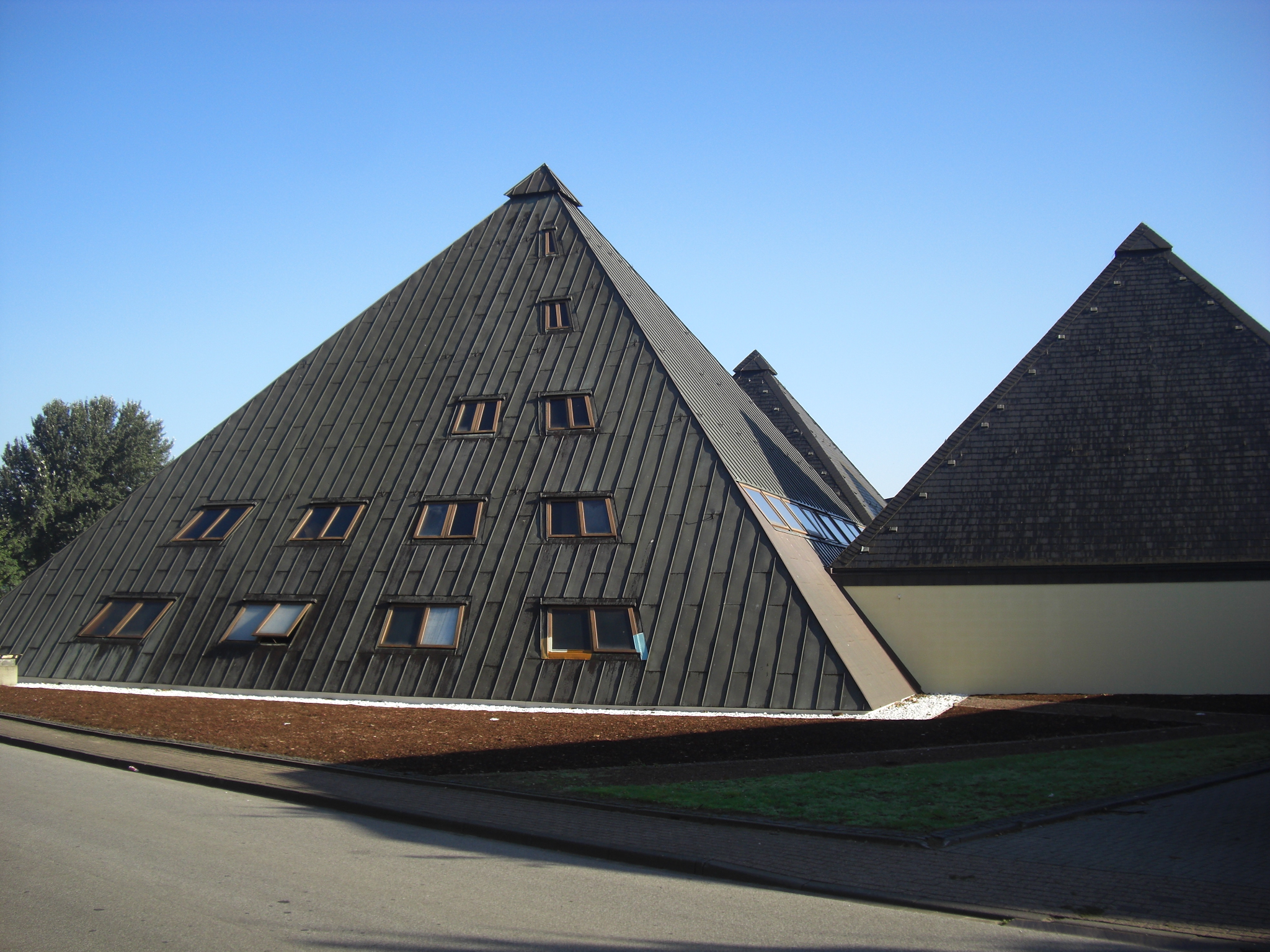
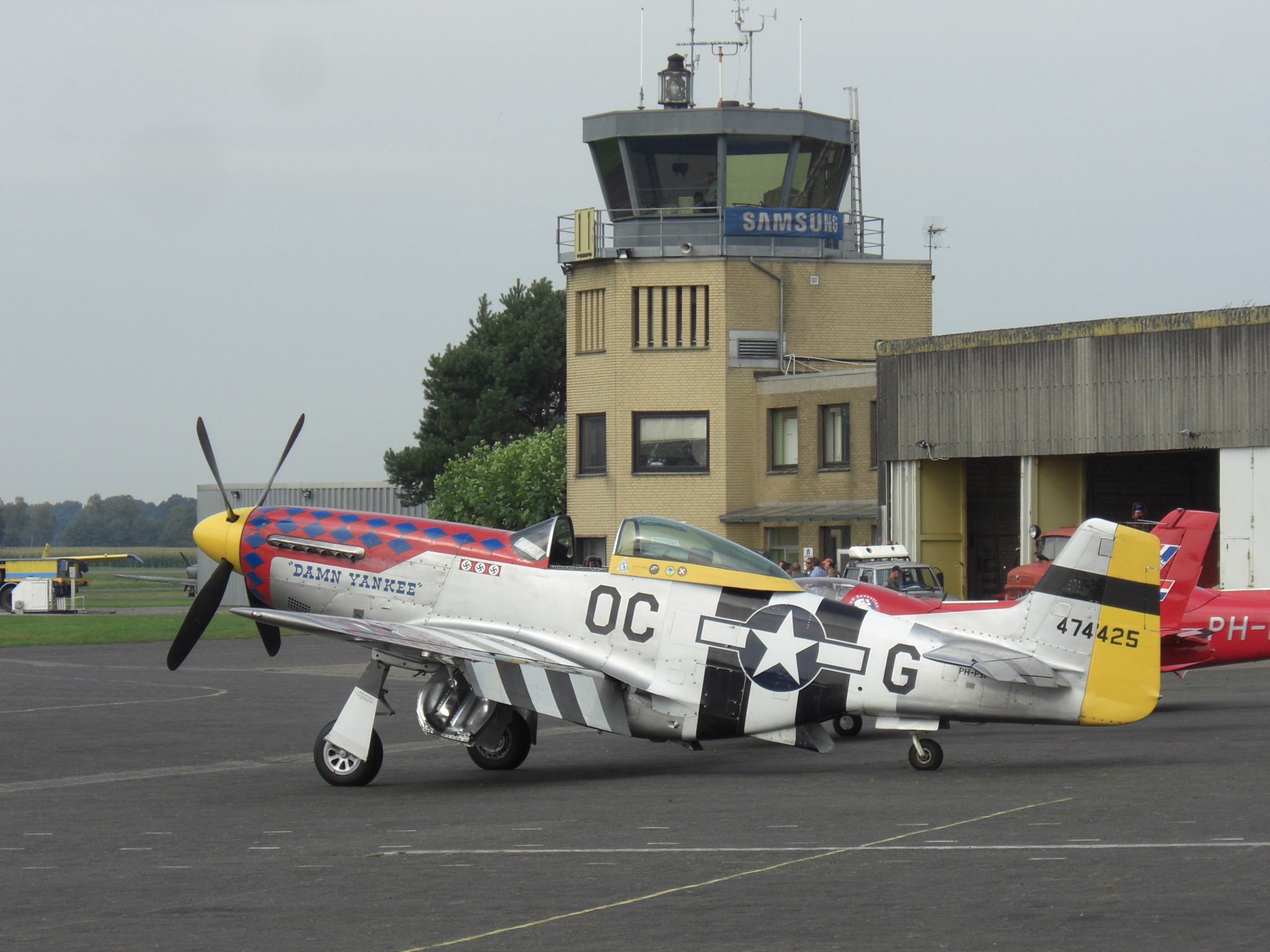